# Pseudomysidia rubidella
Pseudomysidia rubidella är en insektsart som först beskrevs av Broomfield 1928.  Pseudomysidia rubidella ingår i släktet Pseudomysidia och familjen Derbidae. Inga underarter finns listade i Catalogue of Life.